# Tatochila sagittata
Tatochila sagittata är en fjärilsart som beskrevs av Johannes Karl Max Röber 1908. Tatochila sagittata ingår i släktet Tatochila och familjen vitfjärilar. Inga underarter finns listade i Catalogue of Life.